# Andreas Krause
Andreas Krause (Jena, 30 luglio 1957) è un ex calciatore tedesco orientale dal 1990 tedesco, di ruolo difensore.

## Statistiche

### Cronologia presenze e reti in nazionale
| Cronologia completa delle presenze e delle reti in nazionale ― Germania Est | Cronologia completa delle presenze e delle reti in nazionale ― Germania Est | Cronologia completa delle presenze e delle reti in nazionale ― Germania Est | Cronologia completa delle presenze e delle reti in nazionale ― Germania Est | Cronologia completa delle presenze e delle reti in nazionale ― Germania Est | Cronologia completa delle presenze e delle reti in nazionale ― Germania Est | Cronologia completa delle presenze e delle reti in nazionale ― Germania Est | Cronologia completa delle presenze e delle reti in nazionale ― Germania Est |
| Data                                                                        | Città                                                                       | In casa                                                                     | Risultato                                                                   | Ospiti                                                                      | Competizione                                                                | Reti                                                                        | Note                                                                        |
| --------------------------------------------------------------------------- | --------------------------------------------------------------------------- | --------------------------------------------------------------------------- | --------------------------------------------------------------------------- | --------------------------------------------------------------------------- | --------------------------------------------------------------------------- | --------------------------------------------------------------------------- | --------------------------------------------------------------------------- |
| 11/11/1981                                                                  | Jena                                                                        | Germania Est                                                                | 5 – 1                                                                       | Malta                                                                       | Qual. Mondiali 1982                                                         | 1                                                                           |                                                                             |
| 06/04/1985                                                                  | Sofia                                                                       | Bulgaria                                                                    | 1 – 0                                                                       | Germania Est                                                                | Qual. Mondiali 1986                                                         | -                                                                           |                                                                             |
| 17/04/1985                                                                  | Francoforte sull'Oder                                                       | Germania Est                                                                | 1 – 0                                                                       | Norvegia                                                                    | Amichevole                                                                  | 1                                                                           |                                                                             |
| 08/05/1985                                                                  | Copenaghen                                                                  | Danimarca                                                                   | 4 – 1                                                                       | Germania Est                                                                | Amichevole                                                                  | -                                                                           |                                                                             |
| Totale                                                                      |                                                                             | Presenze                                                                    | 4                                                                           |                                                                             | Reti                                                                        | 2                                                                           |                                                                             |

## Palmarès

### Club

#### Competizioni nazionali
- Coppa della Germania Est: 1

Carl Zeiss Jena: 1979-1980

#### Competizioni internazionali
- Coppa Piano Karl Rappan: 3

Karl Zeiss Jena: 1986, 1987, 1988